# Can Roca (Olot)
Can Roca és una casa modernista d'Olot (Garrotxa).

## Descripció
És un casal amb tres façanes destacables situades a la plaça del Conill, carrer Major i Baixa del Tura. Té planta rectangular i teular a quatre aigües. Disposa de planta baixa i tres pisos.
A la planta baixa actualment hi ha locals comercials però a començaments del segle XX estaven ocupades per un establiment bancari amb unes boniques reixes que feien joc amb les de l'entrada i en fer remodelacions, per posar un nou comerç, foren venudes i instal·lades a la porta d'una casa al carrer Baixa Madoixa.
El primer i segon pis tenen balconades sustentades per mènsules amb decoracions florals i baranes bombades amb flors a les juntures. El tercer pis té finestres.
Totes les obertures de la casa foren decorades amb àmplies motllures amb flors i fullatges fets d'estuc i amb plaques de bronze. La cornisa se sustenta mitjançant bigues rematades amb motius florals. La façana va ser estucada i a la planta baixa i els angles de l'edifici es va optar per posar una imitació de la pedra.
A la façana nord es conserva una placa vidriada amb les següents dates: 1616 i 1907.